# Prassano Faraggi
Prassano Faraggi este o arie protejată (arie de protecție specială avifaunistică — SPA) din Grecia întinsă pe o suprafață de 1.126,74 ha, integral pe uscat.

## Localizare
Centrul sitului Prassano Faraggi este situat la coordonatele 35°19′26″N 24°32′38″E / 35.323795°N 24.544018°E.

## Înființare
Situl Prassano Faraggi a fost declarat arie de protecție specială avifaunistică în octombrie 2001 pentru a proteja 9 specii de animale.

## Biodiversitate
Situată în ecoregiunea mediteraneană, aria protejată nu include niciun habitat protejat.
La baza desemnării sitului se află mai multe specii protejate de  păsări (9): șorecarul comun (Buteo buteo), caprimulg (Caprimulgus europaeus), Falco eleonorae, șoim călător (Falco peregrinus), rândunică (Hirundo rustica), sfrâncioc roșiatic (Lanius collurio), ciocârlie de pădure (Lullula arborea), prigoare (Merops apiaster), turturică (Streptopelia turtur).
Pe lângă speciile protejate, pe teritoriul sitului au mai fost identificate 1 specie de păsări.